# Balonmano Alcobendas
Balonmano Alcobendas je španjolski rukometni klub iz grada Alcobendasa kod Madrida. Natječe se u drugom razredu španjolskog rukometa Srebrenoj diviziji, nakon što je ispao iz Lige ASOBAL.

## Povijest
Klub je utemeljen 1994. godine. 

### Rezultati po sezonama
| Sezona     | Razred | Liga     | Plasman                   | Napomene          |
| ---------- | ------ | -------- | ------------------------- | ----------------- |
| 1999./00.  | 2.     | Srebrena | 3. (1. krug) 6. (2. krug) |                   |
| 2000./01.  | 2.     | Srebrena | 7.                        |                   |
| 2001./02.  | 2.     | Srebrena | 1.                        | plasirali se u 1. |
| .2002./03. | 1.     | ASOBAL   | 15.                       | ispali            |
| 2003./04.  | 2.     | Srebrena | 1.                        | plasirali se u 1. |
| 2004./05.  | 1.     | ASOBAL   | 12.                       |                   |
| 2005./06.  | 1.     | ASOBAL   | 15.                       | ispali            |
| 2006./07.  | 2      | Srebrena | 4.                        |                   |
| 2007./08.  | 2.     | Srebrena | 1.                        | plasirali se u 1. |
| 2008./09.  | 1.     | ASOBAL   | 14.                       |                   |
| 2009./10.  | 1.     | ASOBAL   | 9.                        |                   |
| 2010./11.  | 1.     | ASOBAL   | 16.                       | ispali            |
| 2011./12.  | 2.     | Srebrena |                           |                   |

### Rezultati po sezonama (žene)
| Sezona    | Razred | Liga       | Plasman        | Napomene          |
| --------- | ------ | ---------- | -------------- | ----------------- |
| 2006./07. | 2.     | 1ª Estatal | 2. (skupina C) |                   |
| 2007./08. | 2.     | 1ª Estatal | 1. (skupina C) | plasirali se u 1. |
| 2008./09. | 1.     | Liga ABF   | 10.            |                   |
| 2009./10. | 1.     | Liga ABF   | 9.             |                   |
| 2010./11. | 1.     | Liga ABF   | 10.            |                   |
| 2011./12. | 1.     | Liga ABF   |                |                   |

## Poznati treneri
- Rafael Guijosa, španjolski reprezentativac

## Poznati igrači
- Jorge Maqueda Peño, španjolski reprezentativac
- Samuel Trives, španjolski reprezentativac
- Danijel Šarić, bh. reprezentativac

## Vanjske poveznice
- Službene klupske stranice